# Kőváry László
Kőváry vagy Kővári László (Torda, 1819. július 7. – Kolozsvár, 1907. szeptember 25.) magyar történész, statisztikus, az MTA levelező tagja, Kőváry Józsa öccse és Kőváry Mihály bátyja.

## Életpályája
Tanulmányait szülővárosában, az unitárius algimnáziumban kezdte; és a kolozsvári unitárius kollégiumban folytatta. A jogot a reformátusoknál végezte. 1842-ben jogi gyakorlatot folytatott Marosvásárhelyen a királyi táblán. Az 1848–49-es forradalom és szabadságharc kitörésekor Ellenőr címmel politikai lapot indított meg Kolozsvárott. 1848. június 8-án Szemere Bertalan az országos statisztika hivatalhoz nevezte ki titkárnak. A honvédelmi kormány októberben Erdélybe küldte. Háromszékről Debrecenbe ment; innen a kormány Nagyszeben bevétele után 1849. március 15-én az erdélyi sereg hadi tudósítójaként Bem seregéhez küldte; a zsibói fegyverletételnél bevégezte ezen működését. A székelyföldi szent-demeteri kastélyban rejtőzött Terényi Lajossal (Ipoly Arnold testvérével). Végül a zsandárok felfedezték rejtekhelyét és a marosvásárhelyi várba, majd Kolozsvárra szállították. Néhány hónap múlva, Urban tábornoktól kegyelmet kapott.
Kiszabadulása után Pestre költözött és a Pesti Napló munkatársa lett. Történelmi kutatás céljából a gyulafehérvári és a marosvásárhelyi könyvtárban búvárkodott. Onnan visszatérve Pestre, a katonai kormány letartóztatta és Kolozsvárra internáltatta; mert Makk Józsefet, aki a vásárhelyi várból kiszökött és őt meglátogatta, Kolozsvárról szökésében elősegítette. 

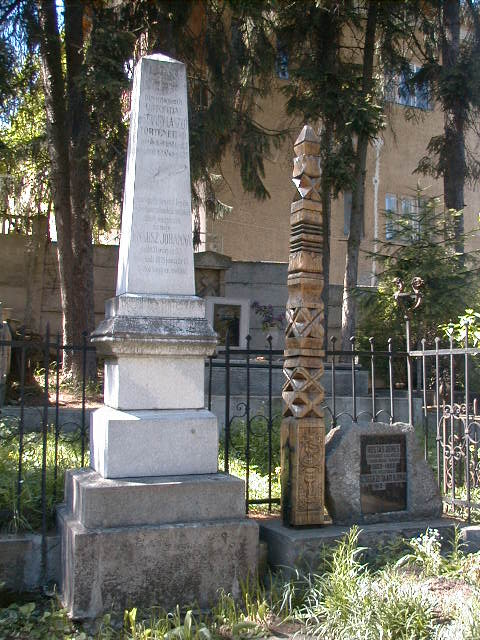
Kőváry László sírja Kolozsvárott, a Házsongárdi temetőben

Kolozsvárott feleségül vette kiadója, Tiltsch János, unokahúgát, ezzel Kolozsvár patríciusi családjai körébe jutott és megszabadulva az anyagi gondoktól az irodalomnak élhetett. 1862-ben megvette a Korunk című politikai lapot, melyet Deák-párti szellemben szerkesztett. Az országos statisztikai hivatal szervezésénél meghívást kapott az 1848-ban már betöltött hivatala elfoglalására, de ezt a meghívást nem fogadta el. Időközben az első magyar biztosító-társaság felállítása alkalmával ennek kolozsvári főügynöke lett; majd a Kolozsvárt keletkezett Victoria biztosító-társaság egyik igazgatói állását foglalta el. Ezen időtől a biztosítási irodalom meghonosítása foglalkoztatta. Az 1870-es években megírta a biztosítás Encyclopaediáját négy kötetben, ennek I. kötete a biztosítás bibliográfiáját, történetét, politikáját, matematikai elméletét, a biztosítási ágak rendszerét foglalja magába, magyarul és német fordításban, kéziratban maradt; franciául pályázott vele a párizsi akadémiánál, ahol azt 1883. november 10-én dicséretre méltatták; III. kötetének első felét az Életbiztosítás rendszere címmel 1884-ben adta ki. 1883. május 17-én a Magyar Tudományos Akadémia levelező tagjává választotta; ekkor visszatért történeti tanulmányaihoz.
Házassága gyermektelen maradt; ezért minden erejét a társadalmi előrehaladásra fordította. Mint Kolozsvár tiszteletbeli főjegyzője s virilis-bizottsági tagja részt vett a város szépészeti s közgazdasági viszonyai előmozdításában: a befásítási s temető bizottság elnöke lett: mint a sétatér igazgatója, közgazdasági előadó, takarékpénztári igazgató, az unitárius főgimnázium egyik felügyelője is működött. A vasúti alkalmazottak lakásviszonyainak javításával foglalkozva egy telepet alapított, öt utcával és száz házzal (Kőváry-telep), ahol a vasutasok részletfizetéssel vásárolhatták meg a házakat.

## Emlékezete
A kolozsvári Bástya (ma Daicoviciu) és Víz (ma Roosevelt) utcák sarkán lévő házon emléktábla hirdeti, hogy itt élt és dolgozott. A Magyar Unitárius Egyház nevezetes tagjai között tartja számon.

## Művei

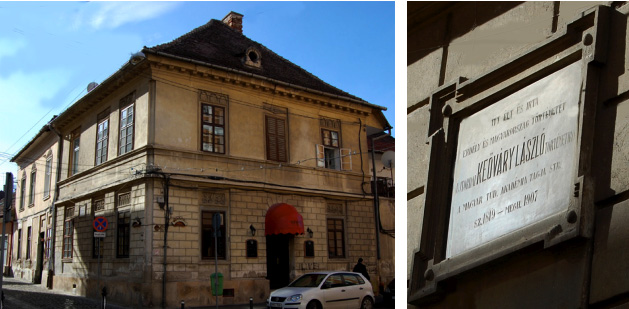
A kolozsvári Bástya (ma Daicoviciu) és Víz (ma Roosevelt) utcák sarkán lévő házon emléktábla hirdeti, hogy itt élt és dolgozott Kővári László.

- Székelyhonról 1841. Kolozsvár, 1842.
- Erdélyország statistikája. I. kötet. Kolozsvár, 1847.
- Erdély régiségei. Pest, 1852.
- Erdély földe ritkaságai. Kolozsvár, 1853. Kilencz fametszettel
- Erdély nevezetesebb családai. Czimerekkel és leszármazási táblákkal. Kolozsvár, 1854.
- Kőváry László kisebb munkái. Kolozsvár, 1857. Két kötet. (I. Száz történelmi rege. II. Történelmi adomák.)
- Erdély krónikája a forradalom után. Kolozsvár, 1859.
- Erdély történelme. Kolozsvár, 1859–66. Hat kötet.
- A magyar családi s közéleti viseletek és szokások a nemzeti fejedelmek korából. Pest, 1860.
- Erdély története 1848–49-ben. Pest, 1861.
- Okmánytár az 1848–49. erdélyi eseményekhez. Kolozsvár, 1861.
- Erdély építészeti emlékei. Erdély Régiségei 2., bőv. kiad. Kolozsvár : Stein J. Muz. Egyl., 1866
- Biztosítási Évkönyv 1870. A magyar és osztrák megszünt, működő és keletkező biztosító társaságok történeti és statisztikai átnézete. Pest, 1870.
- Kolozsvár szabad kir. város lakosai az 1869–70. népszámlálás szerint. Elnöki jelentés. Kolozsvár, 1870.
- A megyei és országos állami biztosítás rendszere. Kolozsvár, 1871.
- Az életbiztosítás mint legbiztosabb tőkeszerzés népszerű ismertetése. Pest, 1871.
- Erdély története : az ős-időktől korunkig. Budapest, 1876 (Kuliffay Edével, Szilágyi Sándorral és Horváth Mihállyal)
- A kölcsönös segélypénztárak és gondoskodó intézetek nálunk és külföldön. Pest, 1877.
- A vasutasok kötelező baleset biztosítása behozatala érdekében emlékirat. Pest, 1880.
- A kolozsvári kisegítő első 25 éve. Kolozsvár, 1883.
- Az élebiztosítás rendszere. Budapest, 1884.
- A kolozsvári sétatér és sétatér-egylet keletkezése és fejlése. Igazgatói jelentés. Kolozsvár, 1886.
- A kolozsvári piaci templom körüli épületek lebontására gyűjtött alap keletkezése és fejlése. Gondnoki jelentés. Kolozsvár, 1886.
- Kolozsvár közgazdasági fejlődésének iránya és feltételei. Közgazdasági előadói jelentés. Kolozsvár, 1889.
- A lajtántúli fürdők szervezete és berendezése, tekintettel a hazai fürdők kivánalmaira. Kolozsvár, 1891.
- Kolozsvár köztisztasági és közegészségügyi mozgalmai. Közgazdasági előadói jelentés. Kolozsvár, 1892.
- Testedző intézményeinek multja Kolozsvárt. Felolvasás. Kolozsvár, 1897.
- A millennium lefolyásának története s a millennáris emlékalkotások. Budapest, 1897.
- Brassai százéves pályafutása. Emlékirat. Kolozsvár, 1897.
- Visszaemlékezések a forradalom derűsebb napjaira. Kolozsvár, 1898
- Hunyadmegye kihalt családjairól. Déva, 1900.
- Magyarország története, 1905